# داستی هانس
داستی هانس (انگلیسی: Dusty Hannahs؛ زادهٔ ۲ سپتامبر ۱۹۹۳) بازیکن بسکتبال اهل ایالات متحده آمریکا است.
از باشگاه‌هایی که در آن بازی کرده‌است می‌توان به ممفیس گریزلیز اشاره کرد.